# Північний Голлівуд
Північний Голлівуд (англ. North Hollywood) — район Лос-Анджелеса, Каліфорнія, розташований у долині Сан-Фернандо. У районі розташовані Північноголлівудський район мистецтв, театр El Portal, кілька художніх галерей і Академія телевізійних мистецтв і наук. Станція метро North Hollywood є однією з небагатьох легкодоступних станцій метро в Лос-Анджелесі.
Північний Голлівуд був заснований Lankershim Ranch Land and Water Company у 1887 році. Спочатку він був названий «Толука», а потім перейменований на «Ленкершім» у 1896 році і, нарешті, на «Північний Голлівуд» у 1927 році. Мешканцями коротко іноді називаеться просто НоГо (англ. NoHo).

## Історія

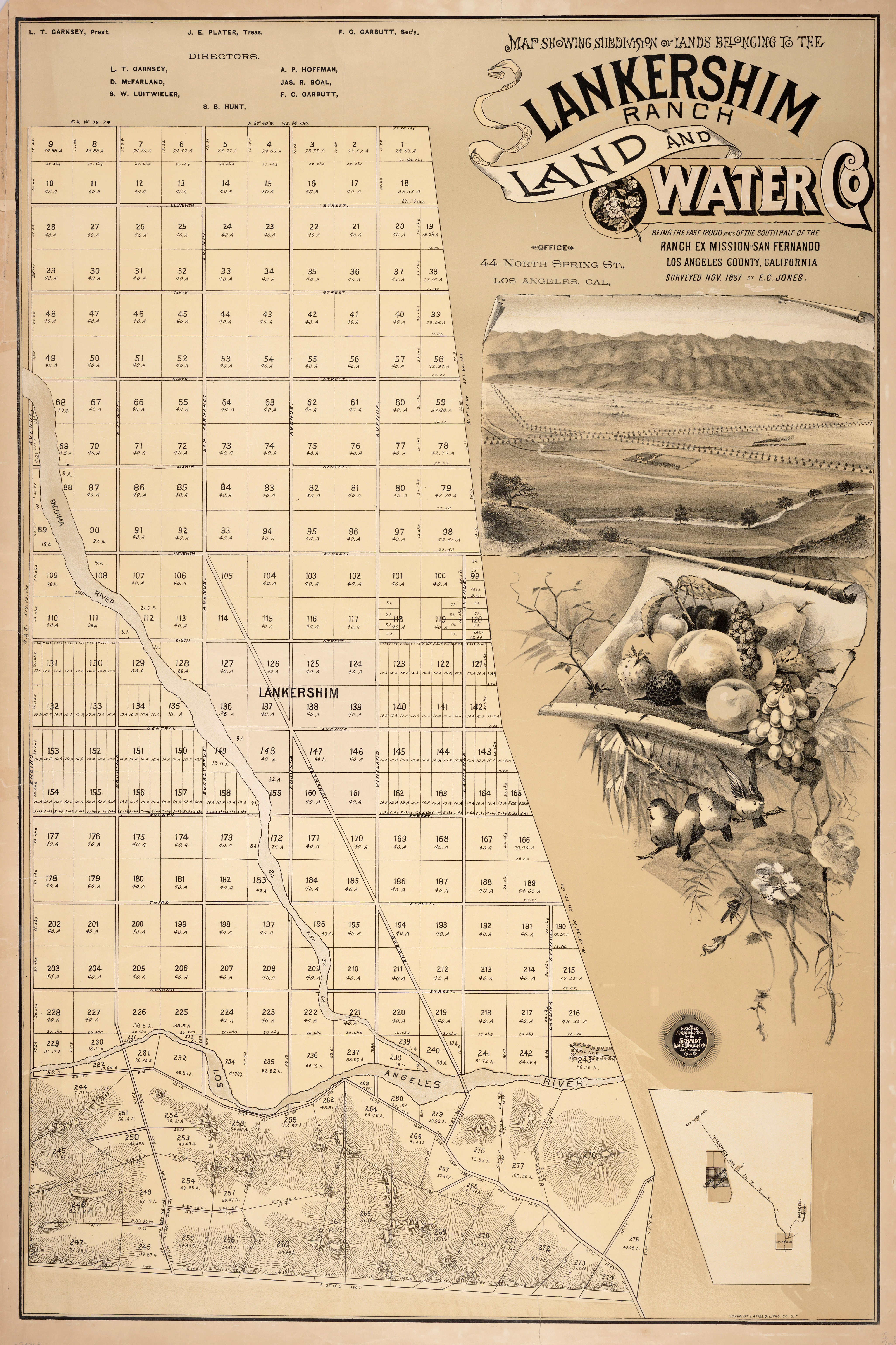
Lankershim Ranch Land and Water Company, 1887

Північний Голлівуд колись був частиною величезних земельних володінь місії Сан-Фернандо Рей де Іспанія, які були конфісковані урядом під час правління Мексики.

Група інвесторів, зібрана як San Fernando Farm Homestead Association, придбала південну половину колишньої місії. Провідним інвестором був Ісаак Ленкершім, тваринник і фермер із Північної Каліфорнії, який був вражений диким овесом у долині та запропонував розводити овець на території. У 1873 році син і майбутній зять Ісаака Ленкершіма, Джеймс Бун Ленкершім і Ісаак Ньютон Ван Найс, переїхали в долину Сан-Фернандо і взяли на себе управління майном. Ван Найс вважав, що на цій території можна було б вигідно вирощувати пшеницю, використовуючи техніку богарного землеробства, розроблену на Великих рівнинах, і орендував землю в Асоціації, щоб перевірити свої теорії. Згодом власність Ленкершіма під третьою назвою, Los Angeles Farming and Milling Company, стане найбільшою у світі імперією з вирощування пшениці.

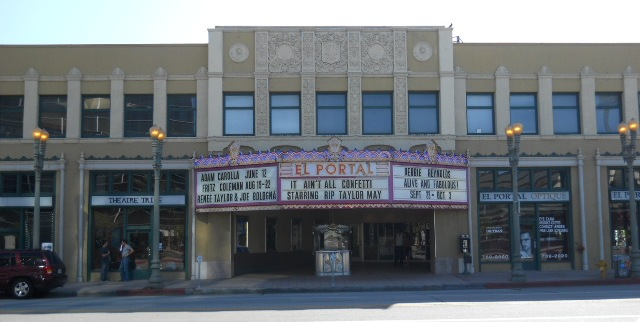
El Portal, історичний театр у стилі іспанського колоніального відродження, побудований у 1926 році.

У жовтні 1887 року Дж. Б. Ленкершім та вісім інших забудовників організували Lankershim Ranch Land and Water Company, купивши 12 000 акрів (49 квадратних кілометрів) на північ від перевалу Кахуенга у Lankershim Farming and Milling Company. Ленкершім заснував місто, яке жителі назвали Толука вздовж старої дороги від перевалу Кахуенга до Сан-Фернандо. 1 квітня 1888 року вони запропонували готові малі ферми на продаж, уже засаджені листяними деревами з глибоким корінням і горіховими деревами — переважно персиками, грушами, абрикосами та волоськими горіхами — які могли пережити бездощове літо Долини, покладаючись на високий рівень грунтових вод уздовж річки Туджунга, а не поверхневе зрошення.
Земельний бум 1880-х років зійшов нанівець у 1890-х роках, але, незважаючи на чергову жорстоку посуху наприкінці 1890-х років, фермери, які вирощували фрукти та горіхи, залишалися платоспроможними. Асоціація виробників фруктів Толука була створена в 1894 році. Наступного року Southern Pacific відкрила гілку, що прямувала на північний захід через долину до Чатсворта. Chatsworth Limited робив одну вантажну зупинку на день у Толуці, хоча депо носило нову назву Ленкершім. Через те, що поштове відділення через дорогу називалося Толука, суперечки щодо назви міста тривали, а місцеві власники скотарів жартували: «Відправляйте товари в Ленкершім, але виставляйте рахунки в Толуку». У 1896 році під тиском Ленкершіма поштове відділення в Толуці було перейменовано на «Ленкершім» на честь його батька, хоча нова назва міста не була офіційно визнана до 1905 року.
У 1903 році територія почала бути відома як «Дім персика». У 1912 році головний роботодавець регіону, Bonner Fruit Company, консервував понад мільйон тонн персиків, абрикосів та інших фруктів. Коли Лос-Анджелеський акведук відкрився в 1913 році, фермери долини запропонували купити надлишок води, але федеральне законодавство, яке дозволило будівництво акведука, забороняло Лос-Анджелесу продавати воду за межами міста.
Спочатку опір розвитку нерухомості та бізнес-інтересам у центрі Лос-Анджелеса залишався достатньо сильним, щоб об'єднати дрібних фермерів у протистоянні анексії. Однак інтереси компанії, що займається упаковкою фруктів, перейняли інтереси Лос-Анджелеса. Ці двоє змовилися знизити ціни та пом'якшити прибутки фермерів, зробивши їх подальше існування слабким. Коли посуха знову вразила долину, замість того, щоб зіткнутися з викупом майна, найбільш вразливі фермери погодилися заставити свої володіння компанії з упаковки фруктів і банкам у Лос-Анджелесі на найближче майбутнє та проголосувати за анексію.

### Анексія у Лос-Анджелес
Західний Ленкершім погодився приєднатися до міста Лос-Анджелес у 1919 році. Ленкершім як власний, так і невласний приєднався до нього у 1923 році. Велику частину обіцяної води не було поставлено, і багатьом власникам ранчо один за одним було вилучено їхні володіння або передано пакувальним компаніям. У свою чергу, їх скупили забудовники, і наприкінці 1920-х років було вжито величезних зусиль, щоб продати цей район потенційним власникам будинків по всій країні. У рамках цих зусиль у 1927 році, щоб отримати вигоду від гламуру та близькості Голлівуду, Ленкершім було перейменовано на «Північний Голлівуд». Результатом стала масова забудова житла, яка перетворила цей район на передмістя Лос-Анджелеса.